# شموکویتس
شموکویتس (به آلمانی: Berlin-Schmöckwitz) یک منطقهٔ مسکونی در آلمان است که در Treptow-Köpenick واقع شده‌است. شموکویتس ۴٬۱۱۷ نفر جمعیت دارد.